# Die Save-Ums
Die Save-Ums ist eine US-amerikanisch-kanadische CGI-Animationsserie, die von CBC, Decode Entertainment und Discovery Kids produziert wurde.

## Handlung
Die Save-Ums, die aus Jazzi, Noodle, Custard, Ka-Chung, Foo und B. B. Jammies bestehen, sind sechs Personen, die verschiedenen Kreaturen behilflich sind, wenn diese in Schwierigkeiten geraten. Fast jede Episode beginnt mit einem Anruf auf dem „Abenteuer-Bildschirm“. Die betroffene Person schildert das Problem und mehrere Save-Ums machen sich auf den Weg, um es zu lösen. Sie retten meist Kinder die in schwierigen Lebenslagen stecken, die gemobbt werden oder traumatisiert sind und sie helfen diesen Kindern so gut es geht und heitern sie gleichzeitig auf und machen ihnen Mut. Sie lassen die Kinder dann wieder gehen.

## Figuren
- Jazzi ist ein lilafarbiges Mädchen, das sich vor Wasser scheut. In manchen Episoden wird deutlich, dass sie die Anführerin ist. Sie ist die Schwester von B. B. Jammies.
- Foo ist eine Kreatur ähnlich einem Kaiserfisch, die auf fast alle Missionen geht. In vielen Folgen erkennt man, dass Foo trotz ihrer geringen Körpergröße viel leistet.
- Noodle ist eine Kreatur ähnlich einem Schwein oder Hamster mit durchaus seltsamen Eigenschaften, die ihm manchmal peinlich sind. Die meisten Missionen unternimmt er mit Jazzi.
- Ka-Chung ist eine Kreatur ähnlich einem Nilpferd, die sehr durchtrainiert ist. Er liebt es seinen Namen, Ka-Chung, laut auszurufen, wobei er die Erde zum Beben bringt.
- Custard ist eine Kreatur mit Ohren einer Katze, der intelligent und gelassen ist. Er steuert den Wassergleiter und geht aus diesem Grund auf viele Missionen.
- B. B. Jammies ist ein lilafarbiger Junge mit einem zitronenförnigen Kopf. Er ist der jüngere Bruder von Jazzi.

## Orte
- Die Save-Um-Zentrale ist das Hauptquartier und die Heimat der Save-Ums.
- Die Felsenwelt ist durch große Felsen in der Form eines Gesichts gekennzeichnet. Hier wohnen zwei Fledermäuse und zwei Glühwürmchen.
- Zur Lavawelt gehört ein großer Vulkan in der Form eines Gesichts. Dort wohnen zwei Ameisen, zwei Krabben und zwei Affen.
- In der Unterwasserwelt leben ein Wal, ein Seepferdchen, ein Octopus und kleine Fische.

## Synchronisation
| Rolle         | Originaler Synchronsprecher                         | Deutscher Synchronsprecher |
| ------------- | --------------------------------------------------- | -------------------------- |
| Jazzi         | Tajja Isen                                          | Ilona Schulz               |
| Foo           | Aaryn Doyle                                         |                            |
| Noodle        | Mark Rendall (Staffel 1) Cameron Ansell (Staffel 2) | David Turba                |
| Ka-Chung      | Mitchell Eisner                                     | Michael Wiesner            |
| Custard       | Jordan Francis (Staffel 1) Grey DeLisle (Staffel 2) | Constantin von Jascheroff  |
| B. B. Jammies | Connor Price                                        |                            |